# Kulturhöns
Kulturhöns är raser av tamhöns som förädlats av människan under 1800- och 1900-talen, och som anses värda att bevaras. Kulturhöns har som raser en kortare historik än lantraser av höns, men är äldre än de värphöns (värphybrider) som dominerat uppfödningen sedan mitten av 1900-talet, och som sedan dess har börjat tränga ut kulturraserna.
Kulturhönsen var anpassade till att öka folkförsörjningen i 1900-talets industrisamhälle, och kom till Sverige i slutet av 1800-talet.
Några exempel på raser som värnas är Fiftyfive Flowery, Gammal Svensk Rhode Island Red, Gammal Svensk Vit Leghorn, Silverudds Blå (fd felaktigt benämnd Isbar eller Isbar Blå), Queen Silvia, den ursprungliga Isbar och Smålandshöns.